# Hidley Automobile Company
Hidley Automobile Company war ein US-amerikanischer Hersteller von Automobilen.

## Unternehmensgeschichte
J. H. Hidley betrieb eine Reparaturwerkstatt für Fahrräder in Troy im US-Bundesstaat New York. Im Februar 1901 begann er im Schaufenster seines Ladens mit dem Bau eines Dampfwagens. Er stellte viele Teile selber her. Während der mehrmonatigen Bauzeit gab es viele Zuschauer und Bewunderer, was eine Art Werbung für Hidley darstellte. Aufgrund dieser Reaktionen entschloss er sich Ende 1901, die Hidley Automobile Company zu gründen und gewerbsmäßig Kraftfahrzeuge herzustellen und zu vermarkten. Der Markenname lautete Hidley. Nach 1902 verliert sich die Spur des Unternehmens.

## Fahrzeuge
Im Angebot standen ausschließlich Dampfwagen. Ein Dampfmotor mit 8 PS Leistung trieb sie an. Als Aufbauten standen zweisitziger Runabout für 750 US-Dollar und viersitziger Trap für 800 Dollar zur Wahl. Außerdem wird ein Lieferwagen für 900 Dollar genannt.